# Document de stratégie pour la réduction de la pauvreté
Selon le site du FMI, les documents de stratégie pour la réduction de la pauvreté (DSRP) sont « établis par les gouvernements des pays à faible revenu selon un processus participatif dans lequel s'impliquent à la fois les parties prenantes au niveau national et les partenaires extérieurs du développement, dont le FMI et la Banque mondiale. 
Ce document décrit les politiques et programmes macroéconomique, structurels et sociaux engagés par un pays pour la réduction de la pauvreté et le recours au financement extérieur.  

## Contenu
Le DSRP décrit les politiques et les programmes macroéconomiques, structurels et sociaux qu'un pays mettra en œuvre pendant plusieurs années pour promouvoir la croissance et réduire la pauvreté ; 
il expose aussi les besoins de financement extérieur et les sources de financement connexes

## En France
La France dispose d'un programme de réduction de la pauvreté, récemment traduit en un « Plan pluriannuel contre la pauvreté et pour l'inclusion sociale » préparé par le gouvernement français, officiellement adopté le 21 janvier 2013, lors de la réunion du Comité Interministériel de Lutte contre les Exclusions (CILE, qui n’avait plus été réuni depuis 2006.
Contenu : Ce plan liste une série de mesures adoptées (et à mettre en œuvre, avec un suivi interministériel), toutes basées sur 5 principes :
1. l'objectivité, consistant ici  à reconnaitre l’existence de la pauvreté dans toutes ses dimensions ;
2. la non stigmatisation ;
3. la participation des personnes pauvres à l'élaboration et a suivi des politiques publiques ;
4. le juste-droit (lutter contre la fraude sociale, mais aussi contre le non-recours aux droits sociaux) ;
5. le décloisonnement des politiques sociales au profit d'une solidarité transversale à tous les pans de l'action publique.